# Nihon Musen
Nihon Musen K.K. (jap. 日本無線株式会社, Nihon Musen Kabushiki kaisha, engl. Japan Radio Co., Ltd., kurz JRC) ist ein japanisches börsennotiertes Elektronik-Unternehmen. Das Kerngeschäft umfasst die Entwicklung und Herstellung von Funk- und RADAR-Geräten (nicht nur) für die Schifffahrt aber auch ECDIS- und GPS-Geräte sowie weitere, für die Schifffahrt wichtige Geräte.

## Geschichte
Das Unternehmen wurde im Dezember 1915 als stille Gesellschaft Nihon Musen Denshinki Seizōsho (日本無線電信機製造所, dt. „Werk für japanische drahtlose Telegrafiegeräte“) zur Herstellung von Funkentelegraphen gegründet. Im Februar 1920 erfolgte die Reorganisation als Aktiengesellschaft Nihon Musen Denshin Denwa (日本無線電信電話, „japanische, drahtlose Telegrafie und Telefonie“). Im Januar 1930 zog das Werk nach Ōsaki (heute Ortsteil von Shinagawa, Tokio) und im Juli 1938 nach Mitaka, wo sich noch heute das Hauptwerk befindet. Im Dezember 1942 nahm das Unternehmen seinen heutigen Namen an.
1939 entwickelte das Unternehmen den weltweit ersten Hohlraummagnetron, 1954 Japans erstes Wetterradar, 1960 den ersten LORAN-Empfänger auf Transistorbasis, 1990 den weltweit ersten GPS-Empfänger für Autos.
Im August 2009 wurde der Sitz nach Suginami verlegt.
Im Dezember 2013 wurde das niederländische Unternehmen Alphatron Marine B.V. ein Tochterunternehmen von JRC.
Seitdem befindet sich das Hauptquartier von JRC Marine Europa in Rotterdam. Im Dezember 2016 wurde die Übernahme zu 100 % vollzogen.
In Deutschland ist JRC Marine durch Alphatron Marine Deutschland GmbH vertreten.